# 天嗣
天嗣（てんし）とは、遼の将軍・回離保が自立し、奚を建国した際に使用した私年号（1123年のみ）。 

## 西暦との対照表
| 天嗣 | 元年   |
| 西暦 | 1123年 |
| 干支 | 癸卯   |